# 노루오줌
노루오줌은 범의귀과에 딸린 여러해살이풀이다.

## 이름
이름의 유래에 대한 설이 많다. 그중 뿌리에서 노루 오줌 냄새가 나서 붙었다는 설과 노루가 자주 오는 물가에서 많이 보여 그렇게 지었다는 두 설이 지배적이다. 그렇지만 특별하게 지린내가 나지는 않는다.

## 생태
산골짜기의 냇가나 습한 곳에서 흔히 볼 수 있으며, 키는 약 40-70센티미터이고, 줄기에는 긴 갈색 털이 나 있다. 잎은 겹잎으로 2-3번 갈라져 세 장으로 된 잔잎이 2-3장 달려 있는 것처럼 보인다. 잔잎은 타원형으로 가장자리에는 아주 작은 톱니가 있다. 꽃은 붉은빛이 도는 자주색을 띠며, 7-8월에 원줄기 끝에서 원추꽃차례로 무리 지어 핀다. 열매는 씨방이 여러 개이며, 익으면 말라서 끝이 두 갈래로 갈라진다.

## 쓰임새
한방에서 전초를 ‘소승마’, 뿌리를 ‘적승마’라 하여 약으로 쓴다. 소승마는 해열, 두통 등에 쓰고, 적승마는 타박상 등에 쓴다. 전초를 술로 담가 먹기도 하고, 어린순을 나물로 먹는다.

## 재배 및 관리
아침 햇살이 잘 드는 반음지에서 가장 잘 자란다. 직사광선은 좋지 않으며 건조한 곳에서는 제대로 자라지 못한다. 노지에 심을 때는 부엽과 퇴비 등을 충분히 넣어 유기질이 풍부하고 보습이 잘 되는 토양을 마련해 심는다. 가을에 파종한 상자에서 본잎이 두세 장 나와 이식할 크기로 자란 모종을 4월 중순쯤 야외로 옮겨심는다.

## 사진

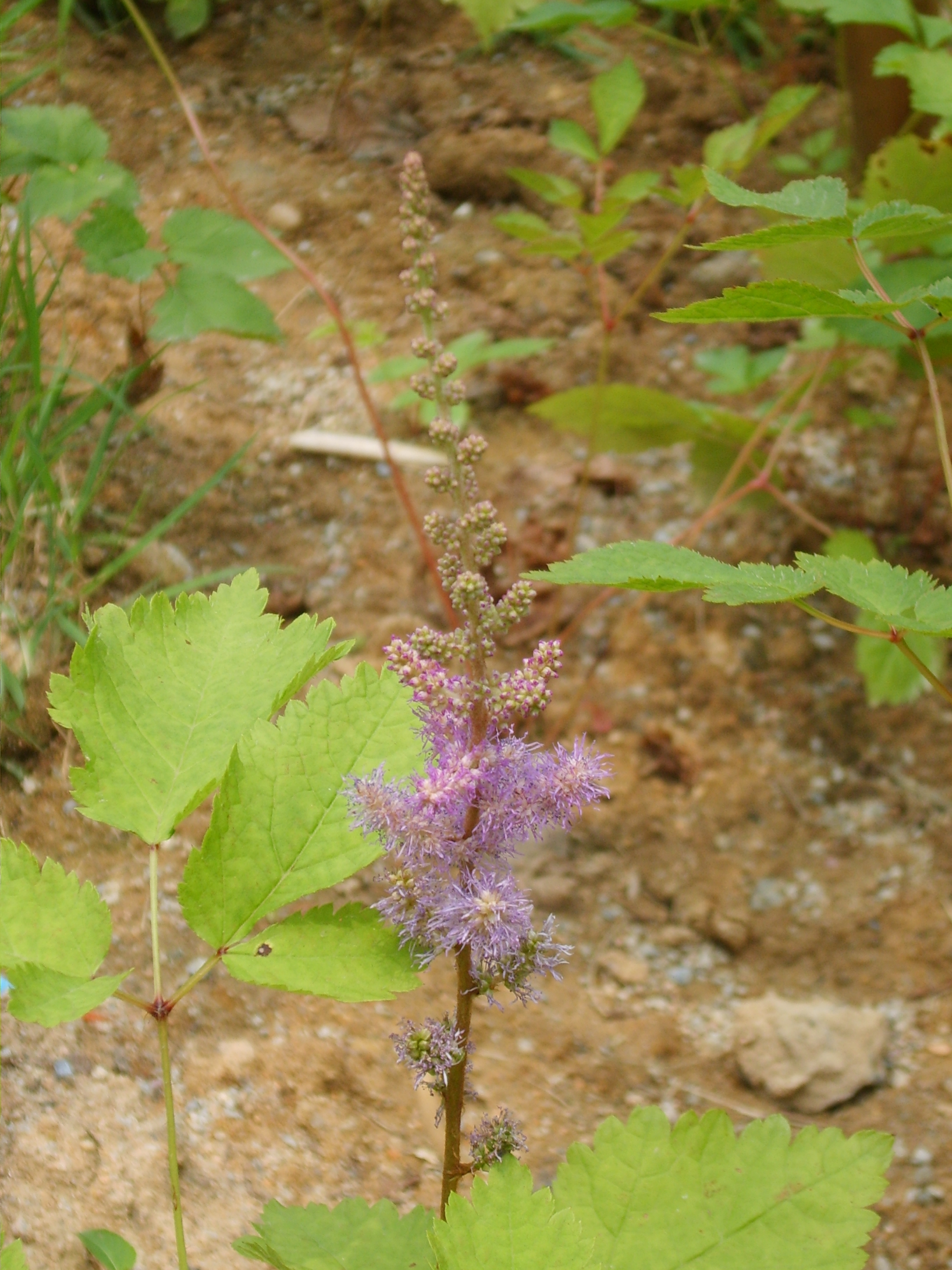
꽃봉오리
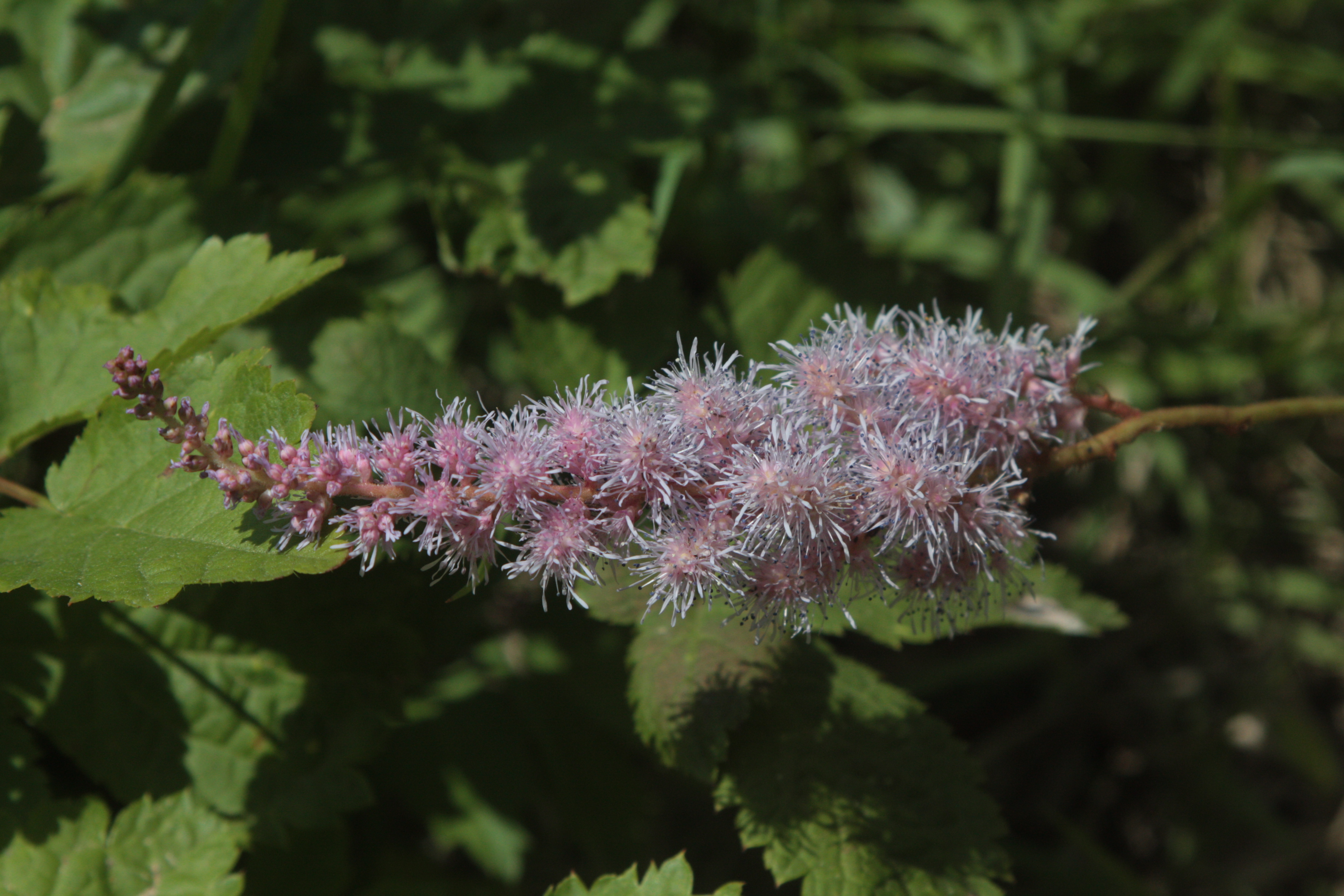
꽃
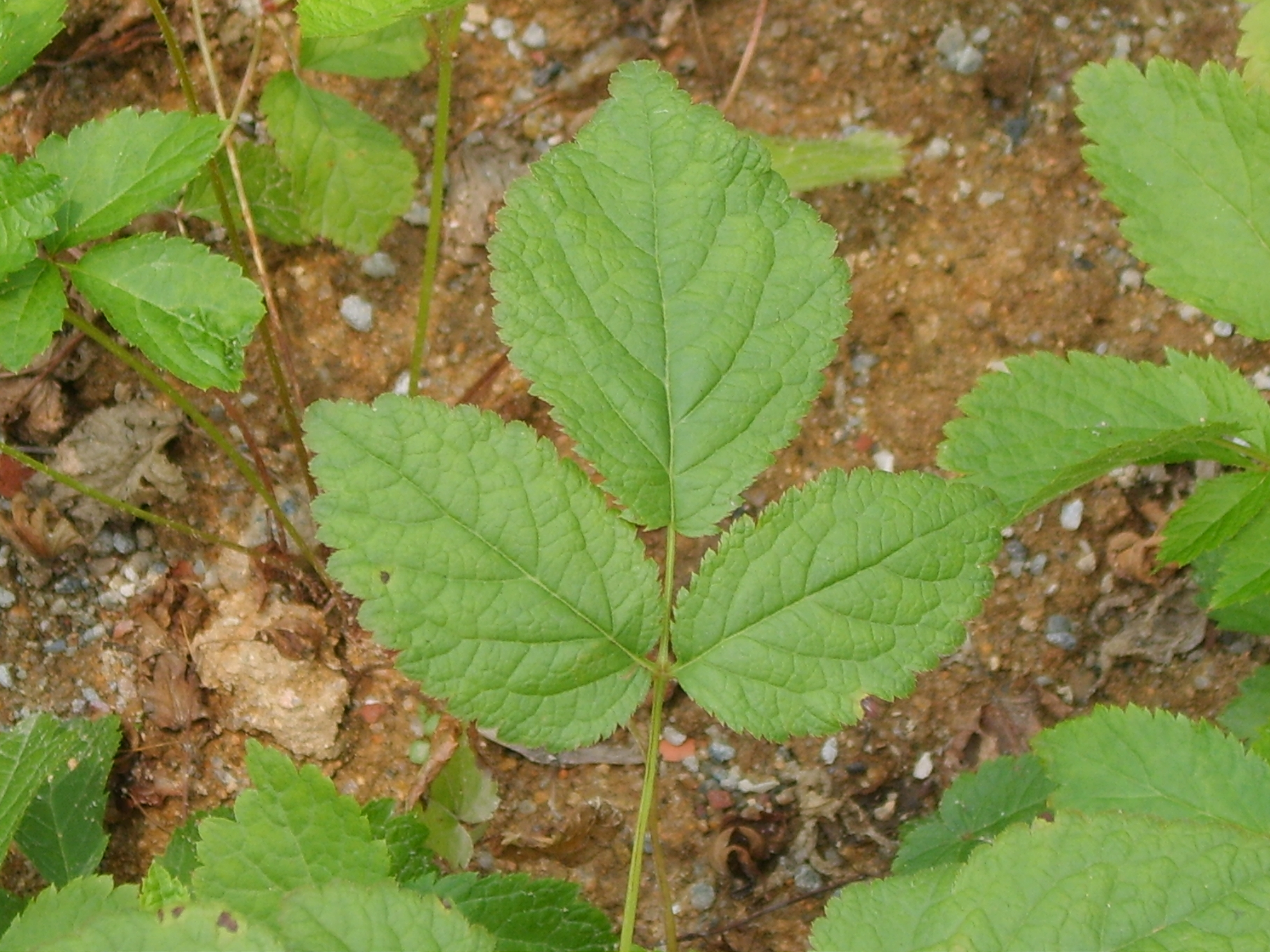
잎